# Terken Khatun
Terken Khatun, död 1233, var mor och de facto medregent till Ala ad-Din Muhammed II, monark i Khwarezmidernas rike i Persien mellan 1195 och 1200.